# Архівне збереження
Архíвне зберéження — забезпечення раціонального розміщення і збереження документів. Потребує спеціально обладнаних приміщень з відповідними кліматичними умовами, обладнанням та персоналом. Адже, документи у документосховищах можуть зазнавати впливу вологої погоди, недбалого ставлення і неправильного поводження з боку персоналу, використання невідповідних методів збереження. Можуть бути взагалі знищені внаслідок стихійних лих, повеней чи пожеж.

## Історія збереження документів
Необхідність у зберіганні документів виникла внаслідок розвитку людської цивілізації та появою перших державних утворень, відносин між ними, розвитку законодавчої, розпорядчої та господарської діяльності. Перші сліди збережених збірників законів, вироків, указів та ін., виявляються у V-III ст. до н.е. в Месопотамії, Стародавньому Єгипті, Малій Азії. Розквіт процесу збереження документів спостерігався в епоху античності – в елліністичних державах, Стародавній Греції, Стародавньому Римі. Архівна справа в Стародавньому Римі досягла найвищого розвитку, наскільки дозволяв тодішній соціальний устрій, рівень економіки і техніки.
У середніх віках, після падіння Римської імперії і виникнення у Західній Європі варварських держав справа зберігання документів занепала. Зазвичай, найцінніші документи варварські королі возили з собою разом з іншими скарбами.
В IX-X ст. у Давньоруській державі князівські і духовні грамоти, записи судових рішень, господарські записи зберігались при княжих дворах. З прийняттям Руссю християнства (988 р.) сховищами письмових матеріалів стають церкви та монастирі. На початку XVII ст. внаслідок польсько-литовської та шведської інтервенцій церковним сховищам документів було завдано серйозної шкоди. 
Подальша справа збереження документів в Україні зумовлена залежністю від московської царської, а згодом російської імперської влади. В кінці XVIII – першій половині XIX ст. спостерігається криза феодально-кріпосницького і зародження капіталістичного ладу. Відбувається ряд реформ державного управління, і, як наслідок, створення великої кількості і роздрібненості відомчих архівів та осередків збереження документів. У першій половині XX в. багато документів та записів було втрачено внаслідок повалення монархії, а також Першою і Другою світовими війнами.
У таких країнах, як Росія і Китай, історичні документи і артефакти знищувалися в угарі революційного завзяття. Індія пішла по простішому шляху: вона дозволила багатьом безцінним документами та інші артефактів поступово перетворюватися на труху або бути вкраденими з установ, які страждають від браку фінансування, які не вміють належного обладнання, приміщень і кваліфікованого персоналу, і не мають належної системи безпеки.

### Секретність
В Індії ще за часів правління раджів, до державних архівів ставилися як до сховищ конфіденційної інформації, і чиновники їх пильно охороняли . Це ставлення не дуже змінилося й після 1947 (тобто після отримання Індією незалежності) . В кінці кожного дня занять в архівах бюрократи піддавали цензурі зроблені дослідниками нотатки. Примітно, що багато справ про націоналістів, на які британська влада поставили гриф « конфіденційно», залишилися недоступними і в період після отримання незалежності. Певне, характерне для колоніального часу параноїдальна ставлення до ідеї вільного доступу до інформації досі зберігається у багатьох індійських державних органах.
Інститут національної пам'яті (Україна) за головуванням  Володимира В'ятровича запропонував передати архіви спецслужб до нього для подальшого введення у науковий обіг.

## Програми масового збереження матеріалів
У нашому, сучасному "цифровому світі", світовою тенденцією є збереження інформації у електронній формі та оцифрування архівних документів. Важливість створення таких медіаархівів важко переоцінити, адже фотографії, плівки й записи, що руйнуються з часом, після оцифрування мають значно вищі шанси на збереження, стають доступнішими для широкого загалу.